# Рамзес VIII
Рамзес VIII (1160. п. н. е. - 1129. п. н. е.) био је седми фараон Двадесете династије Новог египатског краљевства Древног Египта те један од последњих преживелих синова Рамзеса III.
Рамзес VIII је најопскурнији владар ове династије и тренутне информације о његовој краткој владавини сугеришу да је на престолу у најбољем случају остао само годину дана.
Он је једини фараон Двадесете династије чији гроб није био идентификован у Долини краљева, иако су неки научници сугерисали да је гроб принца Ментухеркепсхефа, KV19, сина Рамзеса IX, био оригинално започет за Рамзеса VIII, али постао неприкладан када је он сам постао краљ.